# Strawberry Fields (památník)

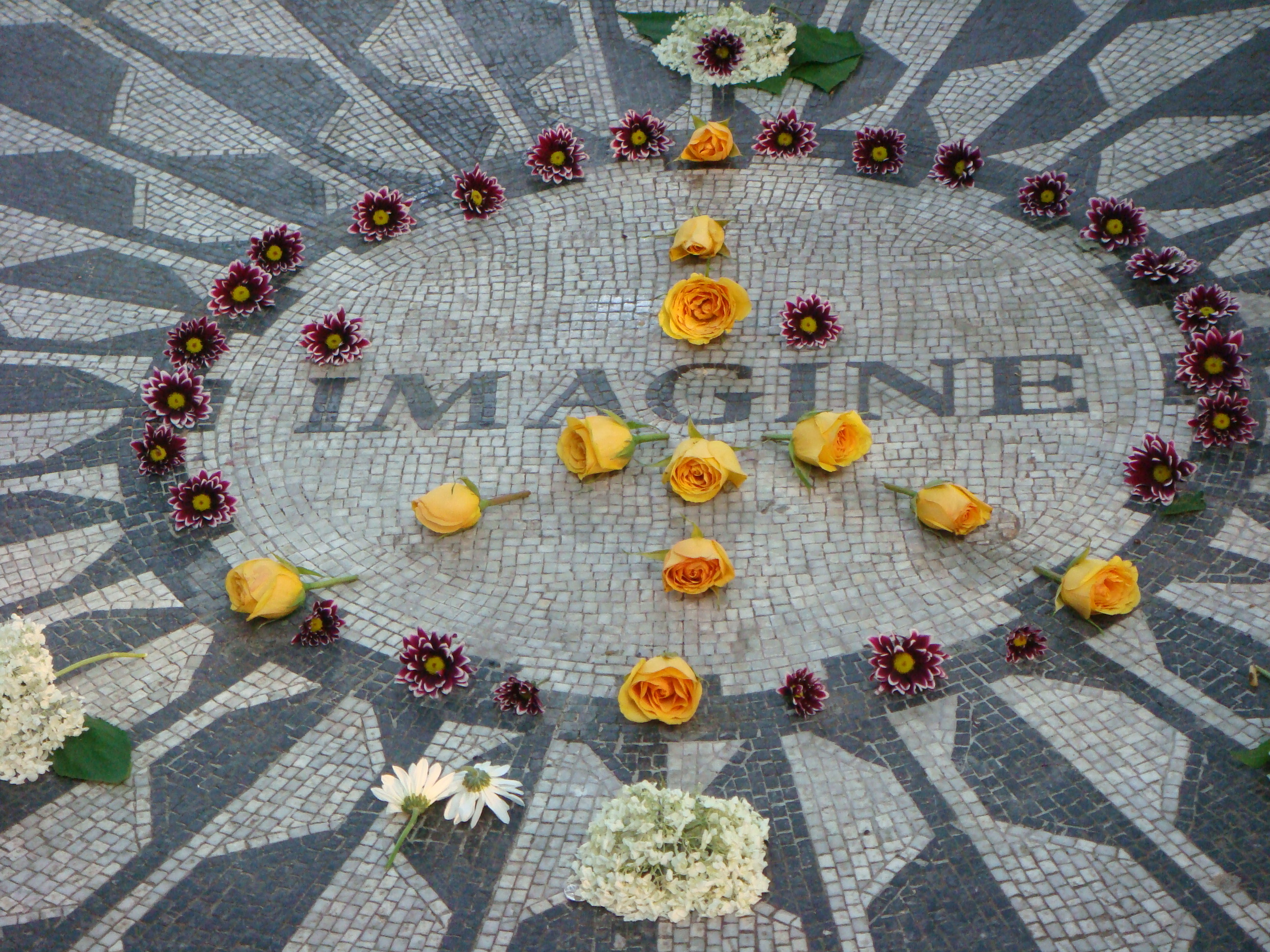
Mozaika v památníku Strawberry Fields, jejíž nápis „Imagine“ odkazuje na Lennonovu známou píseň

Strawberry Fields je památník se zahradní úpravou věnovaný Johnu Lennonovi, slavnému členovi britské skupiny The Beatles. Tento památník, pojmenovaný podle písně „Strawberry Fields Forever“, se rozkládá na ploše 10 000 m² v newyorském Central Parku. Ke slavnostnímu otevření Strawberry Fields došlo dne 9. října 1985, za účasti tehdejšího starosty New Yorku Eda Kocha a vdovy po Johnu Lennonovi Yoko Ono. Středobodem tohoto parkového památníku je mozaika s nápisem „Imagine“, která odkazuje na Lennonovu slavnou píseň. Tuto mozaiku poskytlo darem italské město Neapol.